# Umowa spedycji
Umowa spedycji – umowa polegająca na tym, że jedna z jej stron – spedytor zobowiązuje się do wykonania różnego rodzaju usług związanych z przewozem w ramach działalności własnego przedsiębiorstwa, np. do wysłania lub odbioru przesyłki, druga strona – do zapłaty w zamian za to wynagrodzenia.